# La Fontenelle (Ille-et-Vilaine)
La Fontenelle è un comune francese di 552 abitanti situato nel dipartimento dell'Ille-et-Vilaine nella regione della Bretagna.

## Società

### Evoluzione demografica
Abitanti censiti